# Ernst-Volker Staub
Ernst-Volker Wilhelm Staub, conegut amb els nom de guerra de «Robert Hagen», «Rolf Krause», «Ulrich Schulte» i altres, (Hamburg, 30 d'octubre de 1954) és un activista polític alemany, exmilitant de la Fracció de l'Exèrcit Roig (RAF). El 1986 va ser condemnat a quatre anys de presó però, després de complir condemna, va passar de nou a la clandestinitat. D'ençà la dissolució de la RAF, se'l busca per implicació en l'atac explosiu contra la presó de Weiterstadt, pertinença a organització terrorista i diversos robatoris.

## Orígens i trajectòria a la RAF
Staub va aprovar l'Abitur a l'Institut de Farmsen i va estudiar lingüística i fonètica a partir de 1975 i també dret a partir de l'estiu de 1976 a la Universitat d'Hamburg. El 1982, amb l'exmatriculació dels estudis, es va perdre el seu rastre; segons el periodista Butz Peters, va passar a la clandestinitat el juny de 1983 a tot tardar. El juliol de 1984 va ser arrestat amb altres miltants de la RAF, juntament amb Helmut Pohl del nivell de comandament, en un pis franc de Frankfurt del Main i el 5 de febrer de 1986 va ser condemnat a quatre anys de presó pel Tribunal Regional Suprem de Baviera per associació a grup terrorista, tinença il·legal d'armes i falsificació de documents (un passaport). Durant el seu empresonament va participar en la vaga de fam de 1984-1985. Després de complir la condemna, el juliol de 1088 es va traslladar a Hamburg i va mantenir contactes amb els simpatitzants de la RAF a Hamburg i Wiesbaden. La primavera de 1990 va passar a la clandestinitat i se sospita que va tornar a incorporar-se a la RAF. La seva cerca ha estat en curs des de 1991. En aquell moment, segons l'Oficina Federal de Policia Criminal (BKA), es van trobar restes del seu cabell en un casc de moto.
Les conclusions de les autoritats d'investigació sobre la seva suposada afiliació al comandament de la tercera generació de la RAF són insuficients. Les empremtes dactilars de Staub es van trobar en una carta de l'antiga militant de la RAF Birgit Hogefeld, que li va ser confiscada després de l'operació del GSG-9 a Bad Kleinen. Daniela Klette, atribuida també com a militant de la RAF, se la considera «companya» o «amiga» de Staub. En el cas d'una parella d'aspecte sospitós i sense control que estava present al pati de l'estació quan es va desplegar Bad Kleinen, les autoritats investigadores sospiten que podrien haver estat Staub i Klette. Segons una anàlisi estilística de la declaració de dissolució de la RAF, publicada l'abril de 1998, es poden atribuir a Staub l'autoria de diverses formulacions de la carta. L'octubre de 2007, la Fiscalia Federal va confirmar que considerava que Staub, Klette i Burkhard Garweg eren tres dels cinc autors de l'atemptat contra la presó de Weiterstadt de 1993. Van ser identificats mitjançant prova genètica d'ADN de l'escena del crim.

## Sospita d'atacs
Fins i tot després de la dissolució de la RAF, Staub, Daniela Klette i Burkhard Garweg van ser buscats per l'Oficina Federal de la Policia Criminal per ser membres d'una organització armada. El novembre de 2000, l'ordre de detenció contra Staub i Klette va ser ampliada pel Tribunal Federal de Justícia per incloure la formació d'una nova organització armada i el robatori amb agreujament després que, el 20 de juliol de 1999, els dos ataquessin un transport de divises a Duisburg amb una granada propulsada per coet i un rifle automàtic i van robar almenys un milió de marcs alemanys. Els dos autors van ser identificats a partir dels residus de saliva a les màscares deixades enrere i al cotxe de la fugida. L'Oficina de Protecció de la Constitució de Renània del Nord-Westfàlia i els periodistes ja consideraven possible que l'atac al transport de diners fos utilitzat per recaptar fons per a la vida clandestina. El 6 de febrer de 2001, la Fiscalia Federal va iniciar una investigació sobre el restabliment d'una organització terrorista contra Staub i Klette. Hi ha indicis que aquest grup es va fundar l'any 1999 i que encara podria fonamentar-se en la infraestructura de l'antiga RAF, particularment en caixes d'armes i pisos francs. Així mateix, el juny de 2016 van utilitzar un AK-47 i una granada propulsada per coet per atacar un camió de trànsit i una botiga a Cremlingen.
El juny de 2015, durant un robatori fallit en un transport de divises a Groß Mackenstedt, prop de Bremen, es van trobar rastres d'ADN de Staub, Klette i Garweg als vehicles criminals. Per tant, el gener de 2016, el jutjat de districte de Verden an der Aller va emetre una ordre de detenció contra les tres persones acusades d'intent d'homicidi i intent de robatori amb força. El desembre de 2015, també es va trobar l'ADN dels tres individus després d'un altre robatori fallit contra un transport de divises a Wolfsburg. Segons la fiscalia de Verden i Butz Peters, els actes no tenen antecedents terroristes, sinó que estaven destinats a finançar la vida clandestina.

## Crida i cerca
Les fotografies dels anys 1980 es van utilitzar originalment per a la cerca. L'any 2003, l'Oficina Federal de Policia Criminal les va utilitzar per crear imatges en què artificialment envellien a l'ordinador les persones que buscaven a l'ordinador. Staub és a la llista de persones més buscades de la BKA. El 2006, l'Oficina Estatal de Policia Criminal (LKA) de la Baixa Saxònia va publicar noves fotos per a la recerca. Pel que fa als vehicles de fugida utilitzats en nou robatoris, els sospitosos els van comprar entre 2013 i 2016 a concessionaris de cotxes usats abans del crim, quatre d'ells a la zona de Bielefeld. Quan s'avaluava el material de vídeo, es va obtenir una bona fotografia actual de Staub, la de Garweg era menys clara. En un vídeo se'ls pot veure en un autobús a Osnabrück abans de comprar un cotxe usat, a l'altre en un vídeo se'ls pot veure atacant una botiga Rewe a Hildesheim el maig de 2016. També es va poder establir una connexió amb els Països Baixos a través d'un telèfon mòbil apagat després de creuar la seva frontera i retalls d'una revista neerlandesa en un dels cotxes de fugida cremats. Aleshores es va fer pels Països Baixos una recerca més àmplia del grup d'autors. Un testimoni va dir que també va veure Staub en un gran càmping prop de Venècia que és popular entre els turistes alemanys, però no va poder identificar-lo clarament. Com a resultat, la cerca es va ampliar per incloure la regió mediterrània el 2017.
El 2018 es va anunciar que el trio seria acusat de més robatoris basats en proves d'ADN: robatoris a supermercats a Bochum-Wattenscheid el 2006 i a Löhne el 2009. Diverses autoritats han ofert una recompensa d'almenys 75.000 euros per informació crucial que condueixi a la captura i la condemna definitiva de Staub.
Durant la captura de Klette el febrer de 2024, es va saber que Staub residia temporalment a l'allotjament de Klette al barri berlinés de Kreuzberg. Segons la LKA, les traces d'ADN ho indiquen.